# 한국 현대사 증언
한국 현대사 증언은 SBS 러브FM의 라디오 프로그램이다. 진행자는 SBS 보도본부 이궁
국장이었다. 2009년 4월 13일 라디오 봄개편으로 신설되고, 2011년 1월 14일 자로 2년 만에 폐지되었다.

## 출연한 귀빈
- 김영삼 - 2009년 4월 13일 ~ 6월 5일[2][3][4][5][6][7]
- 이기택 - 2009년 6월 8일 ~ 7월 31일
- 이철승 - 2009년 8월 3일 ~ 9월 18일
- 채명신 - 2009년 9월 21일 ~ 10월 23일
- 김상현 - 2009년 10월 26일 ~ 12월 4일
- 박동진 - 2009년 12월 7일 ~ 2010년 1월 1일
- 박동선 - 2010년 1월 5일 ~ 1월 29일
- 이만섭 -  2010년 2월 1일 ~ 3월 26일
- 한승헌 - 2010년 3월 29일 ~ 5월 14일
- 권노갑 - 2010년 7월 12일 ~ 10월 8일
- 김수한 - 2010년 10월 11일 ~ 12월 3일
- 박관용 - 2010년 12월 6일 ~ 2011년 1월 14일